# Zuberská brázda
Zuberská brázda nebo i Zuberecká brázda je geomorfologický podcelek Podtatranské brázdy. Leží v Oravsko - liptovské části Slovenska, zatímco zbytek celku je na Spiši .

## Polohopis
Podcelek leží izolován od zbytku Podtatranské brázdy na severozápad a západ od Tater. Na severu ho vymezují Skorušinské vrchy s podcelky Oravická Magura, Skorušina a Kopec, na krajním západě krátkým úsekem sousedí Oravská vrchovina. Jihozápadním směrem leží Chočské vrchy s podcelky Sielnické vrchy a Prosečné a věnec pohoří uzavírají na jihovýchodě Západní Tatry, patřící pod Tatry. 

## Osídlení
Zuberská brázda zasahuje na pomezí Liptova a Oravy a vytváří úzký pás území až po polskou hranici. Leží zde obce Malatiná, Veľké Borové, Malé Borové, Huty, Zuberec, Habovka a rekreační osada Oravice.

## Chráněná území
Část území je součástí ochranného pásma nebo přímo Tatranského národního parku. Z maloplošných chráněných území zde částečně zasahuje:
- Prosiecka dolina - národní přírodní rezervace
- Kvačianska dolina - národní přírodní rezervace
- Osobitá - národní přírodní rezervace [2]